# Yemi-Yemi
 Yemi-Yemi (ou Yem-Yemi, Nyem-Nyemi, Nyemnyemi, Nyaminyami, Niam Yami) est une localité du Cameroun située dans l'arrondissement de Bourrha, le département du Mayo-Tsanaga et la région de l’Extrême-Nord, à proximité de la frontière avec le Nigeria. Elle fait partie du canton de Guili.

## Population
En 1966-1967, la localité comptait 560 habitants, principalement des Bana. À cette date, elle était inaccessible en voiture.
Lors du recensement de 2005, on y a dénombré 305 personnes.